# João José Tinoco
João José Cerqueira de Matos e Silva Tinoco, kurz João José Tinoco, (* 1924 in Coimbra; † 1983 in Lissabon) war ein portugiesischer Architekt. Er gilt – neben Pancho Guedes – als einer der bekanntesten Architekten, die zur architektonischen Vielfalt der heutigen mosambikanischen Hauptstadt Maputo beigetragen haben.

## Leben

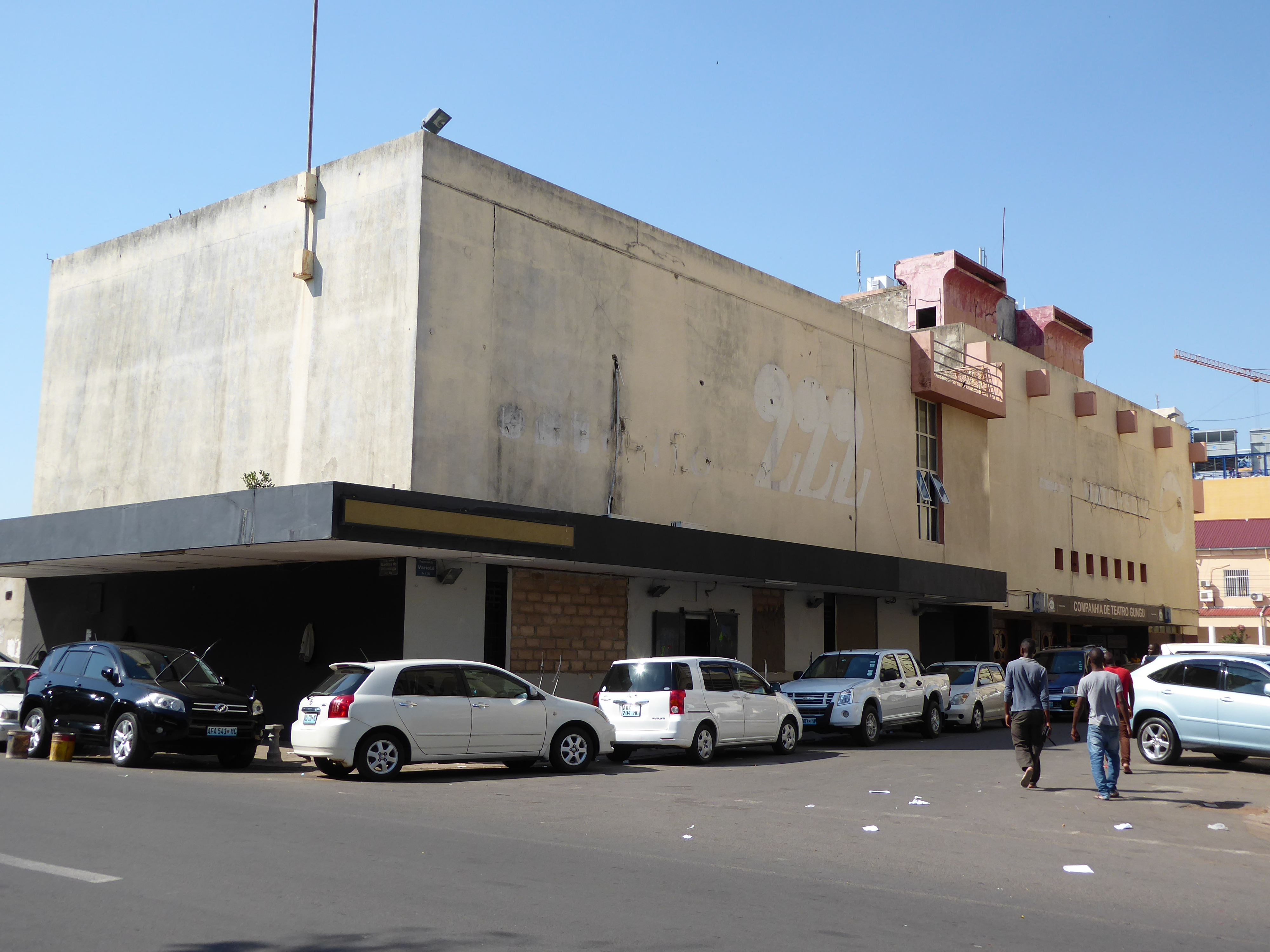
1967 entwarf Tinoco die beiden nebeneinander liegenden Kinos Estúdio 222 und Cine Dicca (später Cine Matchedje). Heute werden beide Gebäude nicht mehr in ihrer ursprünglichen Funktion betrieben (2015)

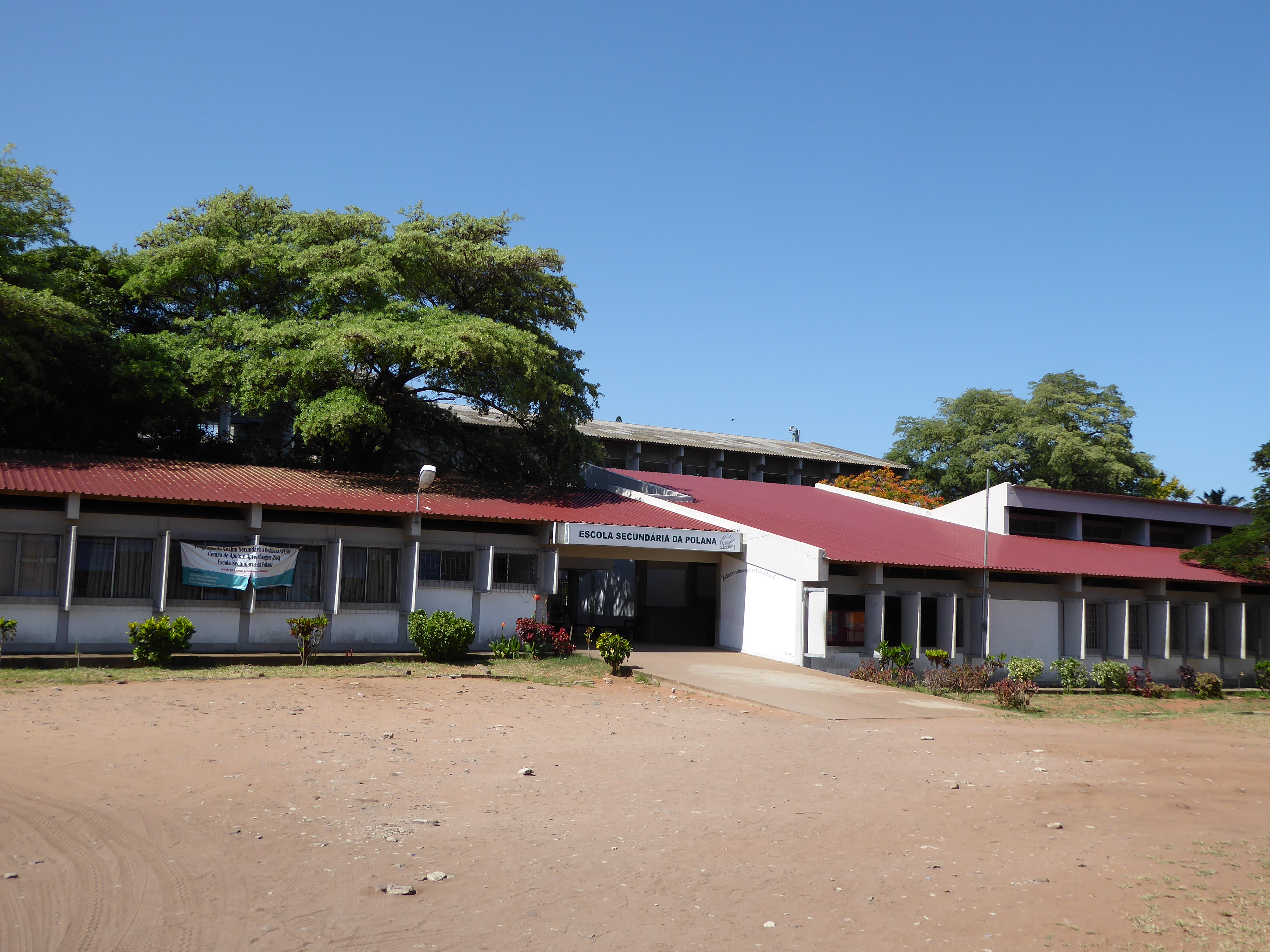
Gemeinsam mit dem Architekten José Forjaz entwarf Tinoco 1970–73 das damalige Liceu D. Ana, heute Escola Secundária da Polana (Maputo, Mosambik)

Tinoco wurde 1924 in Coimbra geboren. Er studierte zunächst Architektur an der Kunsthochschule Escola Superior de Belas Artes in Lissabon, wechselte jedoch bald nach Porto an die dortige Escola Superior de Belas Artes. Dort schloss er 1952 seinen Studiengang mit einer Arbeit zum sozialen Wohnungsbau ab. In der Arbeit mit dem Titel Casa Tipo em Ala Contínua widersetzte er sich in Gänze dem damaligen architektonischen Geschmack des Estado Novo mit seinen neo-traditionalistischen, regionalistischen und historisierenden Elementen. Tinoco bezog sich inhaltlich vor allem auf den ersten Architekturkongress in Portugal von 1948, der als Zeitenwende junger portugiesischer Architektinnen und Architekten galt. 1951 nahm er zudem am CIAM VIII in Hoddesdon (England) teil, auf dem vor allem die Frage des Stadtzentrums eine Rolle spielte. Für seine Abschlussarbeit erhielt er eine Bewertung von 18 Punkten.
Aufgrund der geistigen Enge in der Metropole, zog es Tinoco – wie auch viele andere Architekten in der Zeit – in die portugiesischen Kolonien. Von 1953 bis 1956 lebte Tinoco mit seiner Frau Carlota Quintanilha im Inland Angolas und war Chefarchitekt der technischen Brigade von Cunene (Brigada Técnica do Cunene) des Amtes für koloniale Urbanisierung (Gabinete de Urbanização Colonial). Im Rahmen dessen waren seine Frau und er unter anderem am Bau des Staudamms von Biópio beteiligt.
1956 zogen Tinoco und Quintanilha weiter nach Lourenço Marques (heute Maputo), der Hauptstadt der portugiesischen Kolonie Mosambik. Dort arbeitete er zunächst als Lehrer an der Industrieschule Mouzinho de Albuquerque (Escola Industrial Mouzinho de Albuquerque). Diese Aufgabe legte er 1959 nieder und widmete sich seiner eigentlichen Beschäftigung als Architekt. Zusammen mit seiner Frau entwarf er verschiedene Auftragsbauten, unter anderem das Kino Cine Dicca, die Uhrenfabrik A Reguladora de Moçambique und das Handelslager der Kolonie. 1972 gründete er mit den Architekten António Matos Veloso und Octávio Rego Costa das Architekturbüro Atelier A121.
Nach der Unabhängigkeit Mosambiks im Jahr 1975 kehrte Tinoco zurück nach Portugal. Dort arbeitete er mit seinem Kollegen Veloso im Büro von Maurício de Vasconcelos in Lissabon weiter. 1983 verstarb Tinoco unerwartet.

## Werke (Auswahl)
- 1960–1970 Flughäfen von Nampula, Pemba, Lichinga, Tete (zusammen mit Alberto Soeiro und Carlota Quintanilha; alle in Mosambik)[3][4][5][6]
- 1961–1966 Palácio das Repartições (Lichinga, Mosambik)[7]
- 1967 Cine Dicca (Maputo, Mosambik)[8]
- 1967 Estúdio 222 (Maputo, Mosambik)[9]
- 1967 Secretaria Provincial de Terras e Povoamento (zusammen mit António Veloso; Maputo, Mosambik)[10]
- 1970–73 Liceu D. Ana de Portugal (zusammen mit José Forjaz; Maputo, Mosambik)[11]
- (zwischen 1959 und 1975) Uhrenfabrik A Reguladora de Moçambique (Maputo, Mosambik)[12]
- (zwischen 1959 und 1975) Hotel Xai-Xai (Xai-Xai, Mosambik)[13]
- (zwischen 1959 und 1975) Umbau des Museu Álvaro de Castro (Maputo, Mosambik)[14]
- 1970~1977 Sitz der Banco de Crédito Comerical e Industrial (Maputo, Mosambik)[15]